# Moirans
Moirans – miejscowość i gmina we Francji, w regionie Owernia-Rodan-Alpy, w departamencie Isère.
Według danych na rok 1990 gminę zamieszkiwały 7133 osoby, a gęstość zaludnienia wynosiła 356 osób/km² (wśród 2880 gmin regionu Rodan-Alpy Moirans plasuje się na 110. miejscu pod względem liczby ludności, natomiast pod względem powierzchni na miejscu 503.).